# حركة الوحدويين الناصريين
حركة الوحدويين الناصريين هي حزب سياسي لبناني صغير يرأسه سمير صباغ. تأسست في عام 1982 من فصيل منشق من حركة الناصريين المستقلين - المرابطون. يهدف الحزب إلى توحيد جميع الأحزاب الناصرية اللبنانية تحت قيادة واحدة وهو حاليا عضو في تحالف 8 آذار الموالي لسوريا.